# Mexicaanse hond
Mexicaanse hond is de naam voor een bepaald soort storing bij radiotoestellen van het regeneratieve type, dat bij onzorgvuldige bediening als zender fungeert en daarmee de radiogolven, die dit toestel en toestellen in de buurt opvangen, verstoort door interferentie. Dit geeft een jankend geluid. 
Om de gevoeligheid en de selectiviteit van de regeneratieve ontvanger zo hoog mogelijk te maken, wordt in dit type positieve terugkoppeling toegepast. Dit is een goedkope manier om een hoge versterking te verkrijgen. Bij te veel terugkoppeling wordt de versterking oneindig; de versterker werkt nu tevens als oscillator. 
Wordt de radio op een andere zender afgestemd, dan moet ook de terugkoppeling worden bijgesteld. De beste gevoeligheid ontstaat als de terugkoppeling op het randje van oscillatie wordt ingesteld, met andere woorden, de gebruiker moet de terugkoppeling iets terugdraaien zodra hij de Mexicaanse hond hoort.
Daar de terugkoppelingsschakeling direct met de antenne is verbonden, zal een oscillerend toestel als zender fungeren. De Mexicaanse hond is dus ook hoorbaar in andere radiotoestellen in de omgeving die op dezelfde zender zijn afgestemd. Het is dan ook wettelijk verboden een toestel onnodig te laten oscilleren.
Toen in de jaren 30 van de 20e eeuw de elektronenbuis goedkoper werd en ruimer beschikbaar kwam, werd de regeneratieve ontvanger verdrongen door de complexere en kwalitatief betere superheterodyne-ontvanger. Hiermee behoorde de Mexicaanse hond tot het verleden.

## Muziekinstrument
De Franse uitvinder en cellist Maurice Martenot werd als radio-operateur in de Eerste Wereldoorlog door het geluid en zijn oorzaak geïnspireerd tot het ontwerp van een monofoon elektronisch muziekinstrument, naar hem Ondes-Martenot genoemd. Het werd in twintigste-eeuwse klassieke muziek veel gebruikt, onder meer door de Franse componist Olivier Messiaen, en van eind jaren twintig tot in de jaren tachtig commercieel geproduceerd. 

## Naam
Waarom het verschijnsel Mexicaanse hond heet, is niet duidelijk; vermoedelijk moet gedacht worden aan de chihuahua, die in Nederland en België ongeveer in dezelfde periode als de radio populair werd.

### Racefiets
- Ook de remmen van een racefiets kregen weleens het etiket Mexicaanse hond, wanneer deze door een verkeerde afstelling een piepend geluid gaven bij gebruik.